# ساکای تاداتوشی

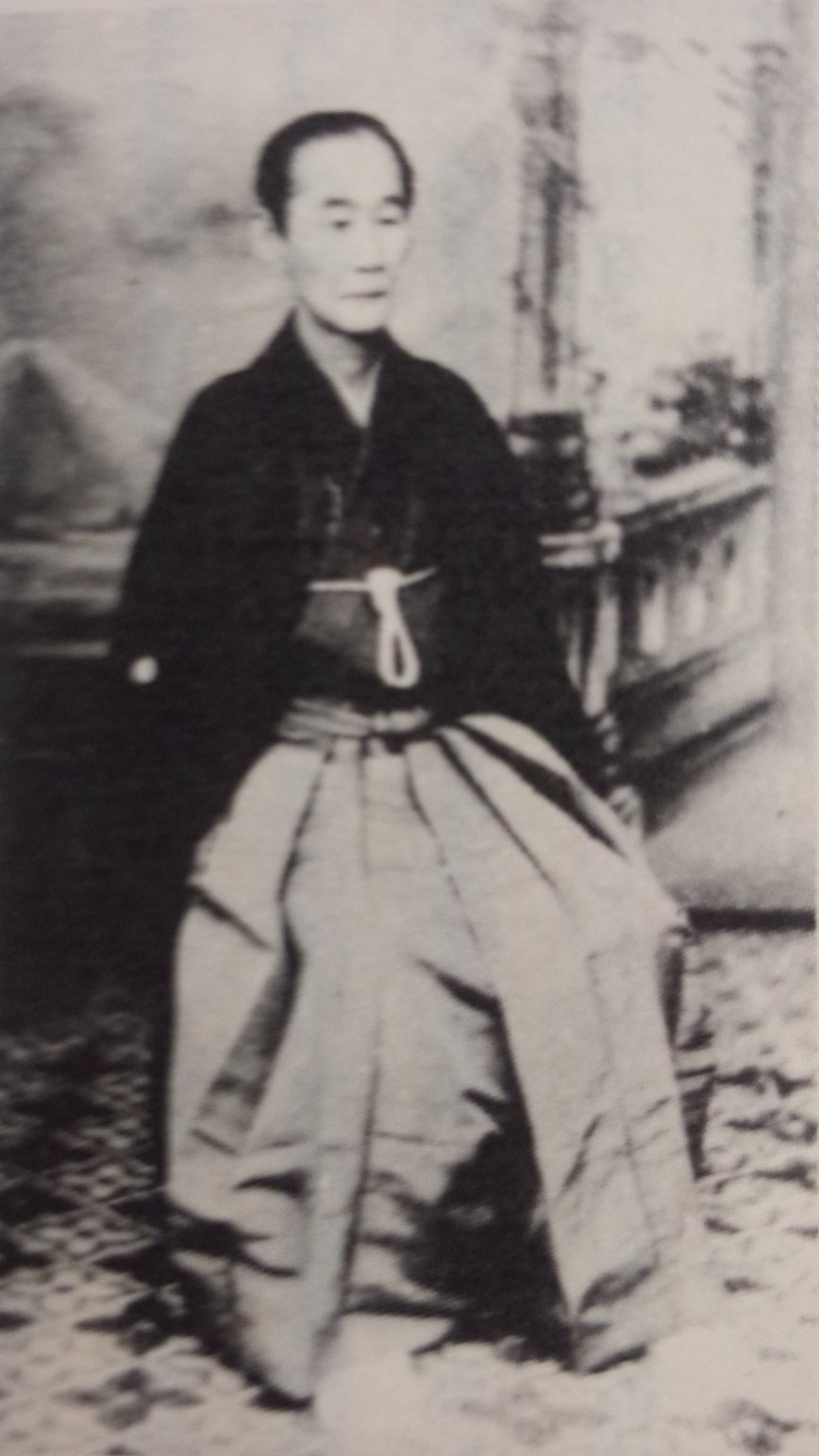
تصویر ساکای تاداتوشی

ساکای تاداتوشی (به ژاپنی: 酒井 忠惇 さかい ただとし/ただとう)، یک هاتاموتو (ملازم سامورایی) و دایمیو (ارباب فئودال) از اواخر دوره ادو، و عضوی از اشراف ژاپنی از دوره میجی بود.